# Leslie Compton
Leslie Harry Compton, född 12 september 1912, död 27 december 1984, var en engelsk fotbollsspelare och cricketspelare.
Compton tillbringade hela sin karriär, 23 år, i Arsenal, vilket gör honom till en av klubbens största trotjänare. Han kom till klubben som amatör 1930 och gjorde ligadebut den 25 april 1932, men han fick oftast spela i reservlaget under första halvan av 1930-talet. Däremot spelade han regelbundet i inofficiella matcher under andra världskriget, och gjorde en gång tio mål mot Leyton Orient – en anmärkningsvärd prestation för en spelare som vanligtvis spelade centerhalv.
Efter kriget tog han en ordinarie plats i Arsenal, och var med om att vinna ligan 1948 samt FA-cupen 1950, där han gjorde ett kvitteringsmål i slutminuterna av semifinalen mot Chelsea. Compton gjorde landslagsdebut för England mot Wales 1950. Han var då 38 år och 64 dagar, vilket gör honom till tidernas äldste debutant i engelska landslaget.
Compton avslutade karriären 1953 efter att ha spelat 273 matcher och gjort sex mål. Han stannade kvar i Arsenal i ytterligare tre år som tränare och scout.
Compton spelade även cricket för Middlesex County Cricket Club mellan 1938 och 1956.
Leslie Compton avled i Hendon, 72 år gammal. Hans yngre bror Denis spelade även han fotboll och cricket i Arsenal respektive Middlesex.